# アルボレア (国)

アルボレア
Iudicatus Arborensis
Arbaree

アルボレアの位置

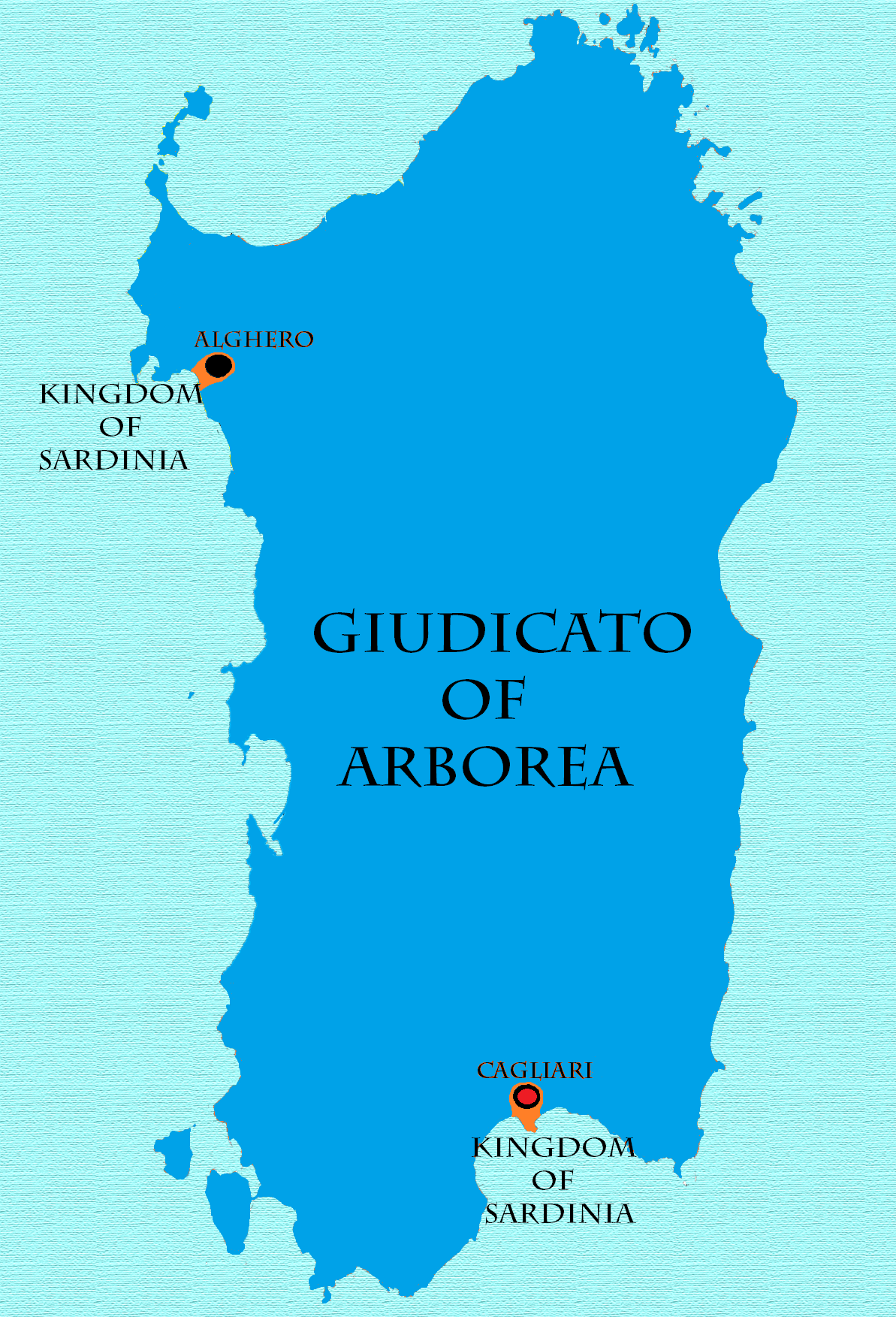
アルボレアの1368年-1388年、1392年-1409年における領土

アルボレア (サルデーニャ語: Judicadu de Arbaree or Rennu de Arbaree, イタリア語: Giudicato di Arborea) とは、4つ存在した 中世サルディーニャ王国群 の1つである。アルボレアはサルディーニャ島の中西部を領有し、2方を他のサルディーニャ王国に、西方を地中海に囲まれていた。アルボレア王国はサルディーニャ4王国の中で最も存命した国であり、15世紀までサルディーニャに勢力を保った。アルボレアは最盛期の頃にはサルディーニャ島の大半を勢力に治めていた。

## 起源
9世紀初頭、古来より地中海沿岸にて海賊活動を行っていたアラブ人や北アフリカに住む遊牧民族であるベルベル人がその攻勢を強めてより活発に沿岸地域を荒らし回るようになった。そのため、サルディーニャ島を統治していたビザンツ帝国は島を実質的に防衛することができなくなり、継続的なサルディーニャ島統治が困難となった。結果として、サルディーニャ島を現地で統治している、ビザンツ帝国の iudiciと呼ばれる地方治安判事は、帝国からの十分な支援を受けることができなくなり、ますます自らの力だけで島を統治・防衛しなければならなくなった。ビザンツ帝国が島を放棄したのちもサルディーニャを統治した治安判事は伝統的なビザンツ帝国の官僚制を保ち続け、結果的にサルディーニャ島は判事 (iudici) が統治権を専有するようになった。それから10世紀ごろまで、これらの地域はヨーロッパにおける公や伯のように、サルディーニャ島で有力な一族が代々統治者として君臨するか、島の有力な幾つかの家が交代で島を統治するようになった。
最初の重要なアルボレアの統治者はマリアヌス1世 (治世:1060年 - 1070年) である。彼はトーリ家の一族であり、のちにラコン朝を創始することとなる。1070年、彼の息子であるオルゾコレ1世は、アルボレア国の首都を古代から続く港湾都市ターロスからオリスターノに移した。それは、ターロスがアラブ人らの襲撃にたびたび晒されていたからである。この頃より、サルディーニャはさまざまな文献や資料などに残り始めるようになる。またこの頃、時の教皇グレゴリウス7世はグレゴリウス改革を行い、それに伴ってサルディーニャはヨーロッパにおけるキリスト教国の一つと認められ、ローマ・キリスト教の勢力下に入った。サルディーニャにキリスト教の修道院生活という文化が導入され、また島がピサ大司教の勢力下に入ったことで、サルディーニャはヨーロッパにおける紛争やヨーロッパにおける商業活動などに大いに関わることになる。

## ラコン＝グナーレ朝
ラコン朝の統治者、コンスタンティン1世の治世の頃、アルボレアは教皇に貢納金を払い、カマルドリ会という宗教団体を支援した。 (これはサルディーニャ島内のライバルであるカリアリ王国がマルセイユの修道会を支援したのに対抗した結果である。) コンスタンティン1世はピサに従属しており、アルボレアの王位は彼の息子であるコミタ2世に継承されるはずだった。しかし、時の教皇インノケンティウス2世がサルディーニャ島を二つの司教区に分割し、1133年、島の北部をジェノヴァ管区に、南部をピサ管区に設定した折、コンスタンティンは後者 (ピサ管区) に属したのだが、コミタ2世は独立を求めるため前者のジェノヴァ側に着き、その後10年間続くサルディーニャ内戦の期間中ジェノヴァの同盟者としてアルボレアと戦った。1145年、コミタ2世はピサ大司教のボールドウィンから破門宣告を受け、アルボレア領は名目的に、サルディーニャの独立国の一つであるログドーロに譲渡された。
コミタ2世の息子でアルボレア国王を引き継いだバリソーネ2世は父・コミタ2世の反ピサ政策を撤回し、ピサとの友好関係の再構築を図った。バリソーネはカタルーニャ人貴族と結婚したが、これは数世紀後アルボレア王国がアラゴン連合王国の支配下に置かれることとなる遠因となった。1164年、バリソーネは神聖ローマ皇帝フリードリヒ1世に対して自身をサルディーニャ王に任命してもらうよう献納金を支払って要請したものの、皇帝は逆にその王位自体を廃止してしまった。バリソーネはその後も無断でサルディーニャ王の名称を使用し続けた。バリソーネは結局ピサから離れ、ジェノヴァと誼を深めるようになったが、これは彼が先代から引き継いだサルディーニャ内戦に因るものであった。彼の息子の1人であるペテロ1世と、バリソーネの孫であるユーグ1世は、最終的にこのアルボレア王国をオリスターノ条約に基づいて分割し、ユーグ1世の家系が新たにサルベラ家を創始して、アルボレアを統治することになる。

## セラ＝バス朝
ユーグの息子ペテロ2世は後世の歴史家からは、アルボレア王国の威信を廃れさせた統治者であるとして酷評されている。しかし彼の息子マリアヌス2世は大幅にその権威を高め、一時島の大部分を統治する程の勢力を有した。13世紀後半、サルディーニャの他の独立国はピサやジェノヴァといった国々の有力者らの手に落ちてしまったものの、アルボレアのみ、それらの国々に飲み込まれることなく独立を保っていた。
マリアヌス2世のひ孫であるユーグ2世は、当時教皇によりサルディーニャ諸王国の上級君主として認められていたアラゴン王ハイメ2世に接近した。彼はハイメ2世の次男でアラゴン王を継いだアルフォンソ4世が行ったアラゴンによるサルディーニャ島侵攻に協力し、ピサの影響力をサルディーニャから追い出すことに成功した。1336年、ユーグ2世の後、息子のペテロ3世が後を継ぎ、1345年にピーター3世が亡くなると彼の兄弟であるマリアヌス4世 (在位1353年 - 1375年) がその後を継いだ。彼はサルディーニャの統治者の中で唯一大王と称されたとされる。彼はアラゴン連合王国の宮廷で過ごし教育を施されたものの、のちにアラゴンとの伝統的な主従関係を破棄し、サルディーニャに侵攻してきたカタルーニャ人を迎え撃った。
マリアヌス大王の治世、アルボレア王国は栄華を極め始めた。大王は、これまでの慣習法・不文法を成文化し、サルディーニャにおける新たな法体系を成立させた。またアルボレアの軍事やその戦術は一新された。その後、アルボレアはカリアリ・サッサリ・アルゲーロといったサルディーニャの諸都市を征服し、マリアヌス大王はサルディーニャの大部分を征服した。これによりアルボレアは他のサルディーニャの王国がなし得たことのないほどの強国となった。
マリアヌスの後、アルボレア王位は息子のユーグ3世が引き継いだ。ユーグ3世は父王が始めた法体系の改革を引き継ぎ、そのまま改革を進めたものの、1383年、世継ぎを定める前に亡くなった。死後、アルボレアでは共和政への移行が宣言されたが、ユーグ3世の姉でブランカレオーネ・ドーリアの夫人でもあるエレオノーラがアルボレア王位を引き継いだ。1387年、アルボレアにおいて権力を手にしたエレノアは自身の息子であるフレデリックとその後王位についたマリアヌス5世の摂政として国政に関与した。エレオノーラは1404年に亡くなり、マリアヌス5世も1407年に崩御した。それにより、アルボレア王位はエレノアの姉妹であるベアトリーチェの孫、グリエルモ3世が継いだ。彼の治世の頃、アルボレアはアラゴン王マルティン1世によるサルディーニャ島侵略に苛まされた。初戦では、ウィリアム3世はマルティン1世を無事に迎え撃った。しかし、マルティンの息子のシチリア王マルティーノ1世が再びサルディーニャに侵攻し、1409年6月30日、サンルーリの戦いにてグリエルモはマルティーノに敗れてしまう。そんな中、シチリア王マルティーノは戦後急死し、グリエルモはマルティーノに奪われていたサルディーニャの主要都市サッサリを始め、島の数地域を奪還し、アルボレアの統治者としての地位を再び手にすることに成功する。しかしながら再びカタルーニャ人 (シチリア・アラゴンの諸侯) らがサルディーニャに侵攻し、アルボレアの諸城は陥落。1410年、遂に、アルボレアの首都オリスターノはなんの抵抗もできないまま陥落した。
後に、アルボレアはアラゴン人の統治者により治められていたが、1470年、統治者がアラゴン王国に対して反乱を起こし、ウーラスにてアラゴン王国軍を撃退し、一時的にアルボレアは独立したものの、1478年、マコメルの戦いにてサルディーニャはアラゴンに敗れ、これ以降サルディーニャが独立することはなかった。そして、この戦いを経て、アルボレアは滅亡した。

## アルボレアの行政

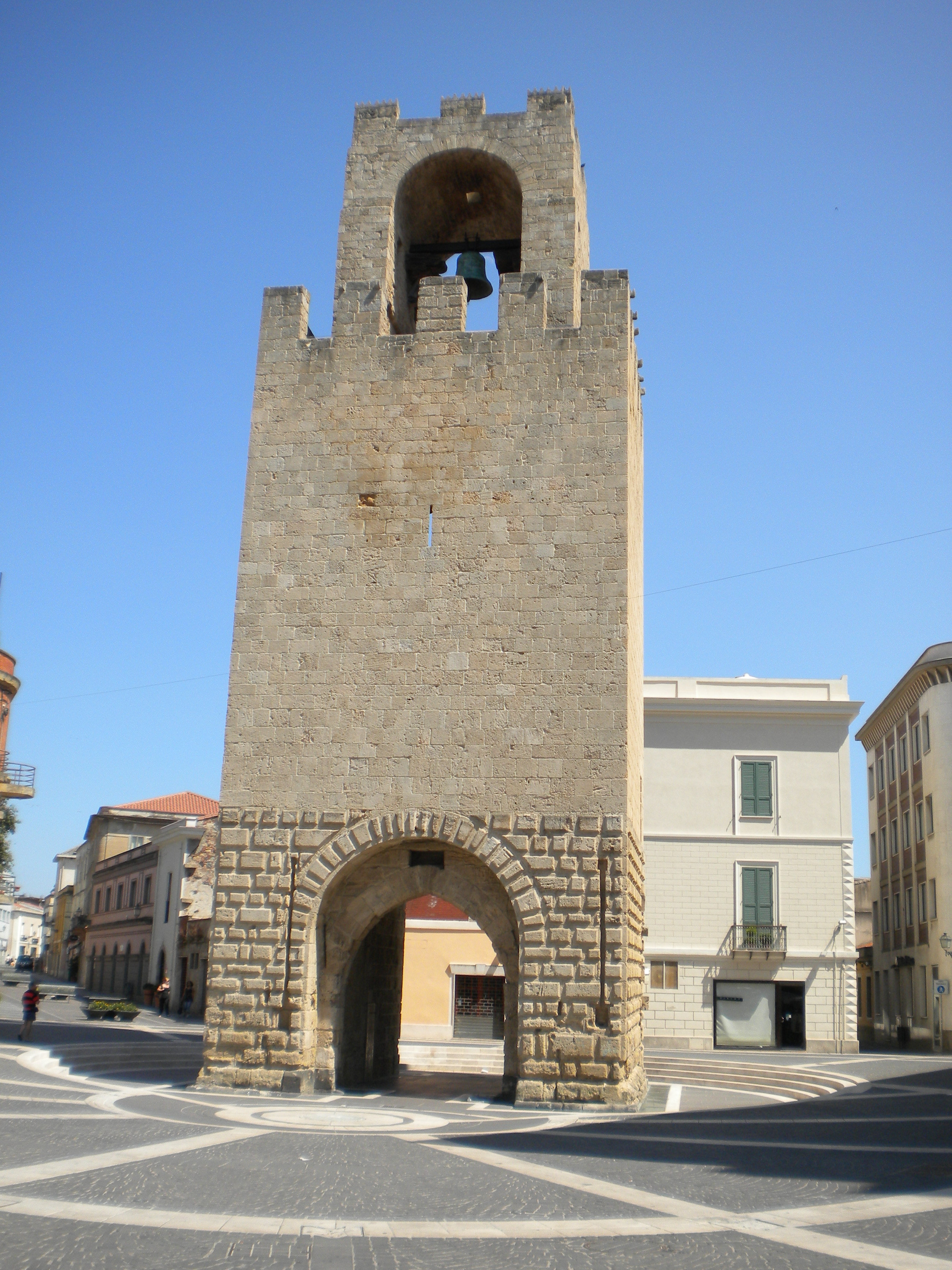
Oristano, Mariano II's tower

アルボレアは政治的に13 (時に14) のcuratoriae、またpartesと呼ばる地域区分によって分割されていた。これらの区分はサルディーニャにおける主な行政区分であり、これらのcuratoriaeは判事によって治められていた。この区分はアルボレア国内の村の中で繁栄しているものを中心として分割されており、全てを合わせて100,000人の居住者がいたとされている。このcuratoriaeはビザンツ帝国の統治体制を引き継いだものであり、現在に至るまで歴史的地域として認識されている。

## 文献
- Dizionario Biografico degli Italiani. Rome, 1963 – present.
- Nowé, Laura Sannia. Dai "lumi" dalla patria Italiana: Cultura letteraria sarda. Mucchi Editore: Modena, 1996.
- Day, John. La Sardegna sotto la dominazione pisano-genovese dal secolo XI al secolo XIV. UTET: Turin, 1987.